# Francesc Oliver i Aymauri
Francesc Oliver i Aymauri   (Poboleda, 1813 - valor desconegut) fou un sacerdot i compositor català.
Escolanet de la Catedral Nova de Lleida, tingué per mestres de composició i orgue a Martí Germà i Subirà i Joan Ariet, mestre de capella i organista, respectivament, d'aquella església. Als disset anys, en gràcia a les seves excepcionals facultats, fou noment sots-mestre de capella l'any 1830. Dedicà la seva vida a l'ensenyança de música; el 1840 el Liceu Artístic de Lleida li conferí la direcció de l'escola de cant d'aquell centre, i després fou també director de la banda municipal i organista de la parròquia de Sant Joan. Fundà la capella de música religiosa El Roser, al front de la qual estigué des de 1846 fins al 1856. Va compondre obres de tot gènere, més la seva labor principal pertany al religiós, tant pel nombre com per la qualitat. Deixà nombrosos deixebles i molt bona reputació com artista. L'any 1880 encara era viu.